# М-Хлорнадбензойная кислота
мета-Хлорнадбензойная кислота (mCPBA) — органическое соединение из класса надкислот. Используется в органическом синтезе как реагент для переноса кислорода к алкенам, сульфидам, селенидам и аминам.

## Очистка
Доступен коммерческий продукт различной степени чистоты (50, 85 и 98 %). Основными примесями являются м-хлорбензойная кислота и вода. Очистить вещество до 99 % можно путём промывки его фосфатным буфером с pH 7,5 с последующей сушкой в вакууме. Определить чистоту реагента можно при помощи иодометрии.

## Физические свойства
мета-Хлорнадбензойная кислота растворима в хлористом метилене, хлороформе, 1,2-дихлорэтане, этилацетате, бензоле, диэтиловом эфире, малорастворима в гексане и нерастворима в воде.

## Применение
мета-Хлорнадбензойная кислота содержит непрочную связь О–О, которая легко подвергается атаке нуклеофильными реагентами с последующим переносом к ним атома кислорода. К таким веществам относятся алкены, некоторые ароматические соединения, сульфиды, селениды, амины и азотистые гетероциклы. Альдегиды и кетоны под действием мета-хлорнадбензойной кислоты вступают в реакцию Байера — Виллигера.
Реакция эпоксидирования алкенов ускоряется при наличии в надкислоте акцепторных заместителей, поэтому мета-хлорнадбензойная кислота больше подходит для эпоксидирования, чем незамещённая надбензойная кислота. Обычно эпоксидирование проводят при комнатной температуре или небольшом охлаждении в хлористом метилене или хлороформе. Образующуюся в качестве побочного продукта мета-хлорбензойную кислоту отфильтровывают, а фильтрат обрабатывают раствором бисульфита, насыщенным раствором соли и раствором соли.
Менее активные алкены можно эпоксидировать при нагревании либо в течение более длительного времени.

## Меры предосторожности
мета-Хлорнадбензойная кислота чувствительна к удару, потенциально взрывчата. Хранят её на холоду в пластиковых контейнерах.